# Dariusz Mejsner
Dariusz Mejsner (né le 24 janvier 1969 à Barlinek) est un pentathlonien polonais, triple champion du monde par équipe.

## Biographie
Il évolue au LKS Lumel Zielona Góra. Il est triple champion du monde en relais (1992, 1995 et 1996), en 1999 il remporte le championnat de Pologne. Il est également champion de Pologne en escrime par équipe en 1991.

## Palmarès

### Championnats du monde
- 1991
  -  Médaille d'argent relais
- 1992
  -  Médaille d'or relais
- 1994
  -  Médaille d'argent relais
- 1995
  -  Médaille d'or relais
  -  Médaille de bronze par équipe
- 1996
  -  Médaille d'or relais
- 1997
  -  Médaille de bronze par équipe

### Championnats d'Europe
- 1997  Médaille de bronze par équipe à Székesfehérvár en Hongrie

### Championnats de Pologne
- 1994  Médaille de bronze individuel
- 1997  Médaille de bronze individuel
- 1999  Médaille d'or individuel